# 滋賀県道334号多羅尾神山線
滋賀県道334号多羅尾神山線（しがけんどう334ごう たらおこうやません）は、滋賀県甲賀市を通る一般県道である。

## 概要
甲賀市信楽町多羅尾から甲賀市信楽町神山に至る。
信楽高原の秘境を大戸川最上流部に沿って結ぶ。起点の多羅尾の集落付近を除いて全線1車線程度の離合困難な道である。起点から三重県方向に進む道があり、多羅尾林道の終点部を経由し三国越林道および、三重県、滋賀県、京都府の県境である三国塚に向かう。

### 路線データ
- 起点：甲賀市信楽町多羅尾
- 終点：甲賀市信楽町神山（神山交差点、国道422号交点）
- 総延長：7.8 km

## 路線状況

### 重複区間
- 滋賀県道・三重県道138号信楽上野線（甲賀市信楽町多羅尾）

## 地理

### 通過する自治体
- 滋賀県
  - 甲賀市

### 交差する道路
| 交差する道路                                   | 交差する場所 | 交差する場所      |
| ---------------------------------------------- | ------------ | ----------------- |
| 滋賀県道・三重県道138号信楽上野線 重複区間起点 | 信楽町多羅尾 |                   |
| 滋賀県道・三重県道138号信楽上野線 重複区間終点 | 信楽町多羅尾 |                   |
| 国道422号                                      | 信楽町神山   | 神山交差点 / 終点 |

### 沿線
- 多羅尾代官跡
- 多羅尾阿弥陀三尊磨崖仏
- 甲賀市立多羅尾小学校
- 多羅尾簡易郵便局
- 鶏鳴の滝教育キャンプ場
- 滋賀県立信楽学園
- 松山大神宮